# Nyberg-Waller Automobile Company
Nyberg-Waller Automobile Company war ein US-amerikanischer Hersteller von Automobilen.

## Unternehmensgeschichte
Henry Nyberg stammte aus Schweden. Er stellte 1903 in Chicago in Illinois sein erstes Fahrzeug her. Zusammen mit dem Geldgeber Waller gründete er noch 1903 das Unternehmen in der gleichen Stadt. Im gleichen Jahr begann die Produktion von Automobilen. Der Markenname lautete Nyberg. Außerdem war das Unternehmen als Reparaturwerkstatt aktiv. Diese Tätigkeit war von größerer Bedeutung für das Unternehmen als die eigene Fahrzeugproduktion. 1904 wurden größere Geschäftsräume bezogen. Im gleichen Jahr endete die Produktion. Als Werkstatt existierte das Unternehmen bis 1907. Dann trennten sich die Partner.
1907 gründete Nyberg mit H. E. Jennings in Chicago die Nyberg Automobile Works als Gebrauchtwagenhandel und versuchte vergeblich, erneut Fahrzeuge herzustellen. Dies gelang ihm erst 1911 mit der Nyberg Automobile Works in Anderson in Indiana.

## Fahrzeuge
Das erste Fahrzeug hatte einen Zweizylindermotor. Danach folgten Fahrzeuge mit Einzylindermotoren. Der Aufbau war ein Runabout.